# Let Love In
Let Love In is het negende album van Nick Cave and the Bad Seeds.
Het verscheen in 1994 op het label Mute Records.
Let Love In werd opgenomen tijdens de periode september 1993 - december 1993 in de Townhouse III in Londen en de Metropolis Studios in Melbourne, Australië.
Het album werd geproduceerd door Tony Cohen en Nick Cave and the Bad Seeds.

## Tracks
- Do You Love Me?
- Nobody's Baby Now
- Loverman
- Jangling Jack
- Red Right Hand
- I Let Love In
- Thirsty Dog
- Ain't Gonna Rain Anymore
- Lay Me Low
- Do You Love Me? (part 2)

## Muzikanten
- Nick Cave
- Blixa Bargeld
- Mick Harvey
- Martyn P. Casey
- Conway Savage
- Thomas Wydler
- Warren Ellis
- Tex Perkins
- Rowland S. Howard
- Mick Geyser
- Nick Seferi
- Spencer P. Jones
- Robin Casinader
- David McComb
- Katherine Blake